# Ruiter te paard
Ruiter (te paard) is een artistiek kunstwerk in Amsterdam-Zuid.
Het beeld op sokkel is ontworpen/gemaakt door de beeldhouwer Floyd DeWitt, die een jaar eerder een beeldje getiteld Veulen had gemaakt voor Madurodam. Ruiter te paard zou het eerste beeld zijn, dat geplaatst werd in de wijk in ontwikkeling Buitenverldert. Het Algemeen Handelsblad van 16 februari 1968 besteedde aandacht aan dit beeld dat geplaatst werd in een nog naamloos park. Het langwerpige park langs de Van Nijenrodeweg was nog weinig aantrekkelijk voor een lange wandeling, mede door het rechthoekige ontwerp (langs een liniaal getrokken). Alleen een grote verkeersbrug werd aantrekkelijk gevonden. De schrijver legde wel een verbinding met de beelden uit de eerder gebouwde wijken, met name het werk van Hildo Krop uit de jaren twintig.
Een soortgelijk beeld van DeWitt stond tussen 1978 en 1985 in het Darwinplantsoen; het beeld verdween toen spoorloos. 
Het beeld is in de grondplaat gesigneerd.